# Emil von Dönhoff
Emil Paul Otto Magnus Graf von Dönhoff (geb. 26. April 1800 in Friedrichstein; gest. am 23. Juni 1877 in Quittainen) war ein preußischer Geheimer Regierungs- und Landrat.

## Herkunft
Emil von Dönhoff war Angehöriger des Adelsgeschlechts Dönhoff. Er war der Sohn von August von Dönhoff (1763–1838), preußischer Oberst, und dessen Ehefrau (⚭ 1796) Pauline Luise Amalie (1776–1813), geb. Gräfin von Lehndorff.

## Leben
Emil von Dönhoff war Erbherr auf Skandau, Friedrichshof-Sandsgarben, Roskeim, Kudwinnen und Margitten in Ostpreußen. Um 1838 wurde er Nachfolger von Friedrich Aegidius von Ostau als Landrat des Landkreises Königsberg i. Pr.

## Persönliches
Von Dönhoff war zwei Mal verheiratet. In erster Ehe heiratete er am 23. Februar 1832 Alexandrine (1805–1858), geb. von Issakóff. Der Sohn aus dieser Ehe war Otto Magnus Eugen Michael Graf von Dönhoff, Freiherr von Krafft (1835–1904). In zweiter Ehe vermählte er sich am 13. August 1859 mit Marie Gräfin Schwerin (1825–1887) aus dem Hause Wildenhoff. Die gemeinsamen Söhne waren Alexander Stanislaus Ludwig Emil (* 1860) und Paul Emil Stanislaus (1862–1929), Landrat des Kreises Groß Wartenberg.

## Auszeichnungen
- Rechtsritter des Johanniterordens[1][2]